# Gethyllis villosa
Gethyllis villosa är en amaryllisväxtart som först beskrevs av Carl Peter Thunberg, och fick sitt nu gällande namn av Carl Peter Thunberg. Gethyllis villosa ingår i släktet Gethyllis och familjen amaryllisväxter. Inga underarter finns listade i Catalogue of Life.